# Martin Bojowald
Martin Bojowald (Jülich, 18 de fevereiro de 1973) é um físico alemão que atualmente trabalha no Departamento de Física da Universidade Estadual da Pensilvânia, na qual é membro do Instituto para a Gravitação e o Cosmos. Antes da unir-se à Universidade da Pensilvânia passou vários anos no Instituto Max-Planck de Física Gravitacional, em Potsdam, Alemanha. Bojowald é um dos maiores especialistas mundiais em gravidade quântica em loop e cosmologia física e lhe é atribuído o estabelecimento do sub-campo da cosmologia quântica em loop.